# Le Mec idéal
Pour plus de détails, voir Fiche technique et Distribution.
Le Mec idéal est un film ivoirien, réalisé par Owell Brown, sorti en 2011. C'est une comédie romantique qui se déroule à Abidjan, en Côte d'Ivoire.

## Synopsis
Jeune et belle, Estelle est entreprenante. Contre l'avis de ses parents, Estelle a décidé de se lancer dans les affaires en ouvrant son propre salon de coiffure, dans lequel elle s'investit pleinement.
Malheureusement, bien que belle et intelligente, Estelle ne connaît pas de chance en amour. Mais Marcus, un jeune de son quartier, gérant de blanchisserie, ne résiste pas à son charme et tombe éperdument amoureux d'elle. Mais, ce dernier, qui n'arrive même pas à obtenir l'amitié d'Estelle, souffre en silence, en gardant ce sentiment pour lui seul.

## Fiche technique
- Titre : Le Mec idéal
- Scénario: Owell Brown, Raymond Ngoh[3]
- Musique: Extazy – Mike Danon
- Film ivoirien
- Genre : Comédie romantique
- Version: Couleur[4]
- Type : fiction, long-métrage
- Durée : 110 minutes
- Dates de sortie : France, 22 novembre 2011

## Distribution
- Estelle: Emma Lohoues
- Marcus: Mike Danon
- William (Bill): Serge Abessolo
- La mère d'Estelle: Marie-Louise Asseu
- Le père d'Estelle: Bienvenu Neba
- Rebecca : Rosine Desland
- Thérèse Taba
- Kadhy Touré
- Aymar(petit frère d’Estelle): Djamal Pockpa
- Nina: Ami Brule
- Joë (frère aîné d’Estelle): Adji Gbessi

## Techniciens
- Réalisation : Owell Brown
- Directeur de production : Esso Ferdinand[5]
- Assistante de production : Mme Karamoko
- Réalisateur : Owell Brown
- Assistant réalisateur: N’Goh Raymond
- Script : Hermann Kanga
- Cadreur : Soro Ouagolo Bakary
- Régisseur général : Gnaba Sylvain
- Assistant Régie : N’dri Bolatch
- Assistante régie : Carole Mambo
- Directeur Photo : Kaleb Célestin
- Photographe : Mme Sewe Honorine
- Electricien 1 : Togba Sefflet Francis
- Electricien 2 : Amegnido Grégoire
- Ingénieur de Son : Mobio N’gboba Gaston
- Assistant son : Nogbou Jean
- Chef Machiniste: Félix Frago
- Machiniste 1 : Gbayero Serges Pacome
- Machiniste 2 : Toure Yaya
- Maquilleuse : Odi Florence
- Assistante maquilleuse 1 : Kouassi Amenan Eveline
- Assistante maquilleuse 2 : Wakoubo Marina
- Accessoiriste : Sery Séraphin
- Equipe Décoration : Bogui Yannick
- Chef déco : David Zouehi
- Assistant déco : Gué Lah Jean Elie
- Styliste : Danielle Kouassi
- Costumière : Djénéba Soumahoro
- Chauffeur mini car : Fofana Mory
- Chauffeur fourgon : Bamba Kassindou
- Production: Icoast Movie
- Affiche: Fabien Morelli

## Prix et distinctions
- Étalon de bronze Fespaco 2011
- Prix du meilleur film international au Festicab 2011 (Burundi)
- Prix du meilleur comédien et de la meilleure comédienne au Festival international du film de Khouribga 2011 (Maroc)
- Prix de la meilleure actrice au 20e China Golden Rooster et Hundred Flowers Film Festival  2011, à Hefei (Chine)
- Prix du meilleur comédien au Festival régional et international du cinéma de Guadeloupe (Femi) 2011[6]